# Мерлін Отті
Мерлін Отті (англ. Merlene Ottey-Page, 10 травня 1960) — ямайська легкоатлетка, олімпійська медалістка.

## Виступи на Олімпіадах
| Олімпіада         | Дисципліна              | Місце      |
| ----------------- | ----------------------- | ---------- |
| Москва 1980       | біг на 200 метрів       | 3          |
| Москва 1980       | естафета 4 x 100 метрів | 6          |
| Москва 1980       | естафета 4 x 400 метрів | 4 h1 r1/2  |
| Лос-Анджелес 1984 | біг на 100 метрів       | 3          |
| Лос-Анджелес 1984 | біг на 200 метрів       | 3          |
| Лос-Анджелес 1984 | естафета 4 x 100 метрів | 8          |
| Сеул 1988         | біг на 100 метрів       | 2 h1 r2/4  |
| Сеул 1988         | біг на 200 метрів       | 4          |
| Сеул 1988         | естафета 4 x 100 метрів | 3 h1 r2/3  |
| Барселона 1992    | біг на 100 метрів       | 5          |
| Барселона 1992    | біг на 200 метрів       | 3          |
| Барселона 1992    | естафета 4 x 100 метрів | AC         |
| Атланта 1996      | біг на 100 метрів       | 2          |
| Атланта 1996      | біг на 200 метрів       | 2          |
| Атланта 1996      | естафета 4 x 100 метрів | 3          |
| Сідней 2000       | біг на 100 метрів       | 3          |
| Сідней 2000       | естафета 4 x 100 метрів | 2          |
| Афіни 2004        | біг на 100 метрів       | 5 h2 r3/4  |
| Афіни 2004        | біг на 200 метрів       | AC h1 r3/4 |